# Manshū Koku Hikōki

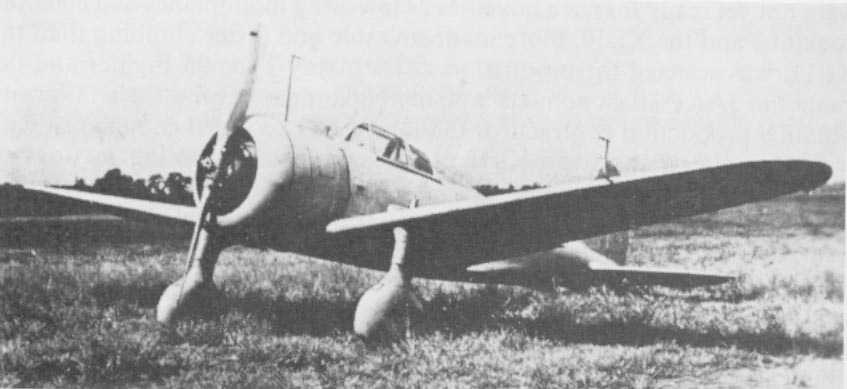
Истребитель Ki-27 и его модификации наиболее массово производились на заводах Manshū

Manshū Koku Hikōki Seizō Kabushiki Kaisha ( (яп. 満州飛行機製造株式会社), также сокращённо Manshū или Mansyuu) — авиастроительная компания Маньчжоу-го, существовавшая в 1930-х — 1940-х годах.

## История
Компания была основана в конце 1938 года под контролем правительства Японии как филиал Manshū Jukōgyō Kaihatsu и японской Nakajima. Её главный завод находился в Харбине.
С 1941 по 1945 год на её предприятиях было выпущено в общей сложности 2196 планеров самолетов (798 из которых были истребителями); таким образом Manshū оказывается восьмой по масштабам производства среди японских авиастроительных компаний,. Она также произвела 2168 авиадвигателей, (шестой результат).  Кроме того, на предприятиях Manshū осуществляется ремонт авиатехники ВВС Маньчжоу-го и японской армии, дислоцированных в Маньчжурии.
После советского вторжения в Маньчжурию в конце Второй мировой войны, завод был реквизирован Красной армией, а большая часть его оборудования вывезена в качестве части послевоенных репараций. На основе оставшихся в Харбине фондов в 1952 году была создана фирма Harbin Aircraft Manufacturing Corporation (HAMC), с 1998 года Harbin Aircraft Industry Group (HAIG); а в Мукдене (ныне Шэньян) — Shenyang Aircraft Corporation.

## Лицензионный выпуск

### Kawasaki
- Ki-10 истребитель;
- Ki-32 лёгкий бомбардировщик;
- Ki-45 Toryu двухмоторный истребитель;
- Ki-61 Hien истребитель;
- Type 88 (KDA-2) лёгкий бомбардировщик / разведчик;

### Mitsubishi
- Ki-15 разведчик;
- Ki-30 лёгкий бомбардировщик;
- Ki-46 разведчик;

### Nakajima
- Manshū Super Universal (лицензионный Fokker Super Universal)
- Ki-27 истребитель (выпущено 1,379 штук);
- Ki-34 транспортный;
- Ki-43Ia Hayabusa истребитель;
- Ki-44Ia Shoki истребитель;
- Ki-84 Hayate истребитель (94 штуки);
- Ki-116 истребитель, также упоминается как Manshū Ki-116;
- Type 91 (NC) истребитель;

### Tachikawa
(учебные самолёты)
- Ki-9
- Ki-54
- Ki-55

## Самолёты собственной разработки
- Manshū Hayabusa I, II, и III, авиалайнер (30 экземпляров);
- Manshū Ki-79 учебный вариант истребителя Ki-27;
- Manshū Ki-71 прототип пикирующего бомбардировщика;
- Mansyū Ki-98 проект двухфюзеляжного высотного перехватчика.

Из собственных разработок Manshū лишь учебный Ki-79, разработанный на базе истребителя Ki-27,  выпускался достаточно массово, ("Армейский учебный самолёт Тип 2").